# Ruth Gentry
Ruth Gentry (22 février 1862 – 18 octobre 1917) est une pionnière dans le domaine des mathématiques à la fin du XIXe siècle et au début du XXe siècle. Elle est notamment la première femme née dans l'Indiana à obtenir un doctorat en mathématiques, et probablement un doctorat toute disciplines confondues.

## Biographie

### Famille
Jeremiah Gentry (1827–1906), père de Ruth Gentry, est un agriculteur et trader. Né dans le comté de Bullitt, il s'installe à Stilesville dans le comté de Hendricks (Indiana) lorsqu'il a 5 ans et y passe le reste de sa vie. Il épouse Lucretia Wilcox (1830–1909) et ensemble ils ont 3 enfants : Oliver (1853–1878), Mary Frances (1860–1929) et Ruth (1862-1917).

### Licence
Ruth entre à l'université d'État de l'Indiana, établissement d'enseignement créé depuis 1870 mais qui ne délivre pas de titre universitaire. Elle obtient le diplôme délivré par l'établissement en 1880 et enseigne les mathématiques en classe préparatoire. En 1885, elle décide d'obtenir sa licence. Elle étudie pendant un an dans l'université du Michigan, à l'époque l'un des rares collèges américains à admettre des femmes comme étudiantes de premier cycle. En 1886, elle reprend l'enseignement en Floride, dans la DeLand Academy and College (rebaptisée cette année-là la DeLand University) où elle reste 2 ans,.

### Master
Souhaitant poursuivre ses études, elle se rend au Collège Bryn Mawr en 1889 pour obtenir son Master. En effet, il lui faut choisir un établissement acceptant les femmes. En 1891, diplôme obtenu, elle y est chargée de cours.

### Ph.D
En 1892, elle est choisie par l'European Association of University Women pour recevoir une bourse d'études. Il s'agit d'une association créé en 1891 basée sur la modèle de l'American Association of University Women pour promouvoir les femmes en science. Ruth Gentry est la deuxième boursière de cette jeune association (la première mathématicienne). Elle peut alors se rendre en Europe, et tente de suivre les conférences données par les mathématiciens dans différentes universités d'Allemagne. Malheureusement les universités allemandes de l'époque n'acceptent pas les femmes. Grâce au soutien de Lazarus Fuchs, elle peut assister aux conférences de Ludwig Schlesinger et de Fuchs lui-même dans l'université de Berlin,, mais cet arrangement est révoqué par les administrateurs de l'université après un semestre. Elle se rend alors à Paris et termine le deuxième semestre de l'année à la Sorbonne.
Profitant d'une bourse du Collège Bryn Mawr, elle rentre en Pennsylvanie pour rédiger une thèse, entre 1893 et 1894, sous la direction de Charlotte Scott. Elle obtient son doctorat en 1894, devenant l'une des dix femmes docteur en mathématiques du XXe siècle. La même année, elle devient membre de l'American Mathematical Society. Sa thèse On the Forms of Plane Quartic Curves n'est publiée qu'en 1896, ce qui fait qu'il y a une ambiguïté amicale entre Ruth Gentry et sa camarade Isabel Maddison, elle aussi élève de Charlotte Scott à Bryn Mawr, pour savoir laquelle des deux est la deuxième élève de Scott

### Carrière
Après avoir obtenu son Ph.D, Ruth Gentry devient enseignante au Vassar College. Elle y est la personne la plus diplômée parmi les enseignants, aucun autre n'ayant de doctorat. En 1900, elle est nommée professeur associé.
Souffrant de problèmes de santé, elle quitte Vassar pour un établissement plus petit, elle devient directeur associée et chef du département de mathématiques dans le collège privé Miss Gleim's à Pittsburg.

### Fin de carrière et décès
En 1905, elle quitte l'enseignement pour devenir infirmière bénévole. Elle voyage à travers les USA et l'Europe pendant un certain temps, mais sa maladie la rattrape.
Le 18 octobre 1917, elle meurt d'un cancer du sein à l'hôpital d'Indianapolis. Elle est enterrée au cimetière de Stilesville, dans le Comté de Hendricks.

## Travaux
Ruth Gentry s'intéressait à la géométrie, et en particulier à l'étude des courbes quartiques, sujet de sa thèse.